# Majšperk
Majšperk est une commune de l'est de la Slovénie située dans la région de Basse-Styrie.

## Géographie
Située à l'est de la Slovénie dans la région de la Basse-Styrie, la commune est localisée à environ 20 km de la ville de Ptuj. Le territoire appartient au bassin hydrographique du Danube.

### Villages
Les localités qui composent la ville sont Bolečka vas, Breg, Doklece, Dol pri Stopercah, Grdina, Janški Vrh, Jelovice, Koritno, Kupčinji Vrh, Lešje, Majšperk, Medvedce, Naraplje, Planjsko, Podlože, Preša, Ptujska Gora, Sestrže, Sitež, Skrblje, Slape, Spodnja Sveča, Stanečka vas, Stogovci, Stoperce et Zgornja Sveča.

## Démographie
Entre 1999 et 2021, la population de la commune de Majšperk est restée proche de 4 000 habitants,.
Évolution démographique
| 1999  | 2000  | 2001  | 2002  | 2003  | 2004  | 2005  | 2006  | 2007  |
| ----- | ----- | ----- | ----- | ----- | ----- | ----- | ----- | ----- |
| 4 098 | 4 128 | 4 133 | 4 140 | 4 137 | 4 127 | 4 141 | 4 140 | 4 137 |
| 2008  | 2009  | 2010  | 2011  | 2012  | 2013  | 2014  | 2015  | 2016  |
| 4 140 | 4 045 | 4 097 | 4 063 | 4 028 | 3 980 | 3 932 | 3 952 | 3 986 |
| 2017  | 2018  | 2019  | 2020  | 2021  |       |       |       |       |
| 4 016 | 4 021 | 4 042 | 4 056 | 4 060 |       |       |       |       |